# Worlds Apart (episodio de Falling Skies)
Worlds Apart (Mundos Aparte en Latinoamérica, Mundos Diferentes en España) es el primer episodio de la segunda temporada de la serie de drama y ciencia ficción de TNT, Falling Skies, fue escrito por Mark Verheiden y dirigido por Greg Beeman y salió al aire el 17 de junio de 2012 en E.U., formando parte del estreno de dos horas de la nueva temporada junto con Shall We Gather at the River. 
Tres meses después de que Tom subió a la nave de los aliens de la mano de Karen, Hal, Ben y Matt siguen sin tener noticias de su padre, Weaver sigue al mando de la 2nd Mass mientras Pope manda un grupo renegado y la lealtad de Tom es cuestionada cuando regresa.

## Argumento
Tom sube a la nave invasora para comenzar el diálogo de la mano de Karen, tres meses después, la 2nd Mass tiende una emboscada a Skitters y Mechs, con Dai, Anthony, Pope y Weaver por tierra, mientras que Hal, Ben, Margaret y Jimmy atacan escondido desde lo alto de un edificio. Weaver ordena el alto al fuego, sin embargo Ben continúa disparando a un Skitter que todavía se mueve, por lo que salta desde el edificio para acabarlo con un cuchillo; ahí abajo, Hal le ordena que pare, pero Ben le dice que puede sentir la presencia de otro Skitter cerca de ellos; de repente, un Skitter aparece y Ben le dispara, matándolo, sin embargo, la bala ha herido también a Tom, quien se encontraba detrás del alien.
Hal y Ben llevan a Tom hasta donde se encuentra el resto de la cuadrilla, para llevarlo con la Doctora Glass, quien le dice a Tom que tendrá que operarlo a ciegas, ya que la bala permanece dentro de él, mientras Anne lo opera, Tom comienza a recordar lo que vivió mientras estaba cautivo en la nave de los invasores.
Un Skitter con un ojo rojo comienza a torturarlo hasta que llega Karen y le ordena que pare, Karen le dice a Tom que no importa lo que él piense que le hicieron a ella, porque ella continúa siendo la misma chica que conoció, para después llevarlo con el líder de la invasión, quien, hablando a través de Karen, le ofrece a Tom rendirse a cambio de reubicar a la resistencia en un lugar seguro, donde él podrá tener una vida tranquila al lado de Hal, Ben y Matt; Tom rechaza la oferta.
Weaver pide a Hal siguir vigilando a Ben, mientras que Matt le dice a Ben que ya no quiere ser tratado como un niño pequeño y que considera que ya está en edad para poder combatir, Ben está de acuerdo con él y se ofrece a entrenarlo. Hal aparece y le dice a Ben que la próxima vez tiene que obedecerlo, refiriéndose a lo ocurrido la noche anterior con el Skitter, Ben le responde que lo hará, pero le pide que deje de comportarse como si fuera su padre, porque no lo es.
La cuadrilla comandada por Pope regresa para una nueva emboscada a Skitters y Mechs, sin embargo, esta vez, una nave aparece y le dispara a los vehículos, enfureciendo a Pope por destruir su Harley, es entonces que se dan cuenta de que los aliens han modificado los sensores de las naves para poder rastrear el calor que despide el motor de los vehículos, por lo que Weaver pide a Jamil Dexter, un experto en mecánica, que modifique la forma en que los motores despiden el calor, para volver a ser invisibles ante las naves, nuevamente.
Mientras tanto, Tom sigue recordando lo que ocurrió en la nave y su conversación con El Líder, que termina cuando Tom lo ataca, más tarde, Tom es liberado junto con otras personas que estaban cautivas, al despegar la nave, se revela que un Mech y el Skitter del Ojo Rojo están ahí para ejecutarlos; Tom les aconseja que corran pero las balas del Mech alcanzan a todos, dejando a Tom a salvo gracias a la intervención del Skitter.
Matt toma lecciones de cómo disparar con Ben, pero Hal llega y los interrumpe, molesto por lo que Ben está haciendo, preguntándole por qué le dio un arma a Matt sin su permiso, Ben le responde que no tiene porqué pedirle permiso ya que Matt está en edad de recibir entrenamiento para combatir, pero Hal le dice que eso no es lo que su padre quería para Matt, incluso para ellos dos; Ben le responde que lo hace porque no quiere que los invasores se lleven a Matt como lo hicieron con él... o con Karen, razón por la cual Hal se molesta e intenta golpearlo, pero es fácilmente doblegado por Ben, quien le dice que no ya no es el mismo de antes y se marcha. Hal le dice a Margaret que los aliens cambiaron por completo a su hermano.
En un nuevo recuerdo, Tom se encuentra en Míchigan y se topa con una niña que está siendo atacada por un hombre y va en su ayuda, después, le pide le preste su motocicleta para ir a Boston, convenciéndola de ir con él.
Anne informa a Weaver del estado de salud de Tom y él le comparte una copa de wisky, y le revela que tal vez el regreso de Tom sea una señal sobre el ataque; Jamil entra y le dice que puede ocultar el calor de los motores con fibra de vidrio, por lo que Weaver ordena a sus hombres buscar toda la que sea posible en los alrededores de la base. Ben llega a informar que Tom se ha puesto mal, Anne va a ver qué sucede y deduce que es probable que un fragmento de bala haya quedado dentro de Tom todavía.
Hal y Maggie llegan con noticias de una patrulla de Mechs acercándose a la base, Weaver ordena la retira pero deja el camión donde se encuentra Tom para no lastimarlo, por lo que pide voluntarios para resguardarlo. Hal, Ben, Maggie y Dai se ofrecen como voluntarios mientras que Anne y Lourdes operan nuevamente a Tom para extraerle el fragmento de bala rezagado; los Mechs no detectan la presencia de humanos por lo que Hal festeja, mientras que Ben parece más bien enojado por no haber podido dispararles.
Tom despierta después de recordar que gracias a Teresa, la chica que conoció en Míchigan pudo llegar a donde se encontraban Weaver y sus hombres y que al momento en que Ben disparó él forcejeaba con el Skitter. Anne se alegra de ver consciente a Tom y él le confiesa que no sólo regresó por sus hijos, tomándola de la mano y le comenta a Ben que lo ocurrido fue un accidente y que no tiene porqué sentirse culpable, que lo único importante es que están juntos nuevamente. Tom sale en compañía de sus tres hijos y es recibido por los miembros de la 2nd Mass, pero Pope siembra la semilla de la duda en Weaver sobre la ausencia de Tom y su vuelta tan repentina después de tres meses, haciendo como si nada hubiese pasado.

## Elenco
| - Noah Wyle como Tom Mason. - Moon Bloodgood como Anne Glass. - Drew Roy como Hal Mason. - Connor Jessup como Ben Mason. - Maxim Knight como Matt Mason. - Seychelle Gabriel como Lourdes Delgado. - Peter Shinkoda como Dai. - Sarah Sanguin Carter como Maggie. - Mpho Koahu como Anthony. - Colin Cunningham como John Pope. - Will Patton como Capitán Weaver. | - Dylan Authors como Jimmy Boland. - Laine MacNeil como Teresa. - Jessy Schram como Karen Nadler. - Brandon Jay McLaren como Jamil Dexter. |

## Recepción del público
En Estados Unidos, el estreno de dos horas de la segunda temporada de Falling Skies fue visto por una audiencia estimada de 4.46 millones de hogares, de acuerdo con Nielsen Media Research, lo que significa una baja respecto del final de la primera temporada, que fue de 5.6 millones, lo que representa una baja de más de 1.2 millones de seguidores.